# Área micropolitana de Utuado
El área micropolitana de Utuado,  y oficialmente como Área Estadística Micropolitana de Utuado, PR µSA  por la Oficina de Administración y Presupuesto, es un Área Estadística Micropolitana centrada en el municipio de Utuado, en el Estado Libre Asociado de Puerto Rico. El área micropolitana tenía una población en el Censo de 2010 de 33.149 habitantes, convirtiéndola en la 2.º área metropolitana más poblada de Puerto Rico. El área micropolitana de Utuado comprende el municipio de Utuado.

## Composición del área micropolitana
- Utuado